# Rune Johansson (ishockeyspelare född 1920)
Rune "Bom-Bom" Johansson, född 23 augusti 1920 i Stockholm, död 30 december 1998, var en svensk linjearbetare, friidrottare och ishockeyspelare som representerade Hammarby IF. 
Han spelade 103 landskamper i ishockey som back och deltog i världsmästerskapen 1947 - 1953, och olympiska spelen 1948 och 1952. Han blev Stor grabb nummer 29. Han blev svensk mästare i ishockey 1951. 
Rune blåste liv i den avsomnade hockeyklubben BK Nordia i början av 1950-talet då han som nybyggare flyttade till Bagarmossen. Han hade en son som ville spela ishockey och frågade den gamle BK Nordia-grundaren Gunnar Berggren om det gick bra att använda namnet Nordia. Denne tillstyrkte och klubben BK Nordia återuppstod. Numera heter klubben Nordia Hockeyclub.

## Meriter
- OS-brons 1952
- VM-guld 1953
- VM-silver 1947, 1951
- SM-guld 1951